# Vellozia pusilla
Vellozia pusilla är en enhjärtbladig växtart som beskrevs av Johann Baptist Emanuel Pohl. Vellozia pusilla ingår i släktet Vellozia och familjen Velloziaceae. Inga underarter finns listade.